# Lamasquère
Lamasquère (okzitanisch: La Masquèra) ist eine französische Gemeinde mit 1.655 Einwohnern (Stand: 1. Januar 2022) im Département Haute-Garonne in der Region Okzitanien. Sie gehört zum Arrondissement Muret und zum Kanton Muret. Die Einwohner werden Lamasquèrois genannt.

## Geografie
Lamasquère liegt in der historischen Provinz Savès, etwa 23 Kilometer südwestlich von Toulouse und etwa sechs Kilometer westnordwestlich von Muret. Der Touch begrenzt die Gemeinde im Westen. Lamasquère wird umgeben von den Nachbargemeinden Seysses im Norden und Nordosten, Muret im Osten und Süden, Saint-Clar-de-Rivière im Südwesten und Westen sowie Saint-Lys im Nordwesten.

## Bevölkerungsentwicklung
| Jahr                       | 1962 | 1968 | 1975 | 1982 | 1990 | 1999 | 2011 | 2020 |
| Einwohner                  | 280  | 309  | 426  | 588  | 715  | 873  | 1364 | 1558 |
| Quellen: Cassini und INSEE |      |      |      |      |      |      |      |      |

## Sehenswürdigkeiten

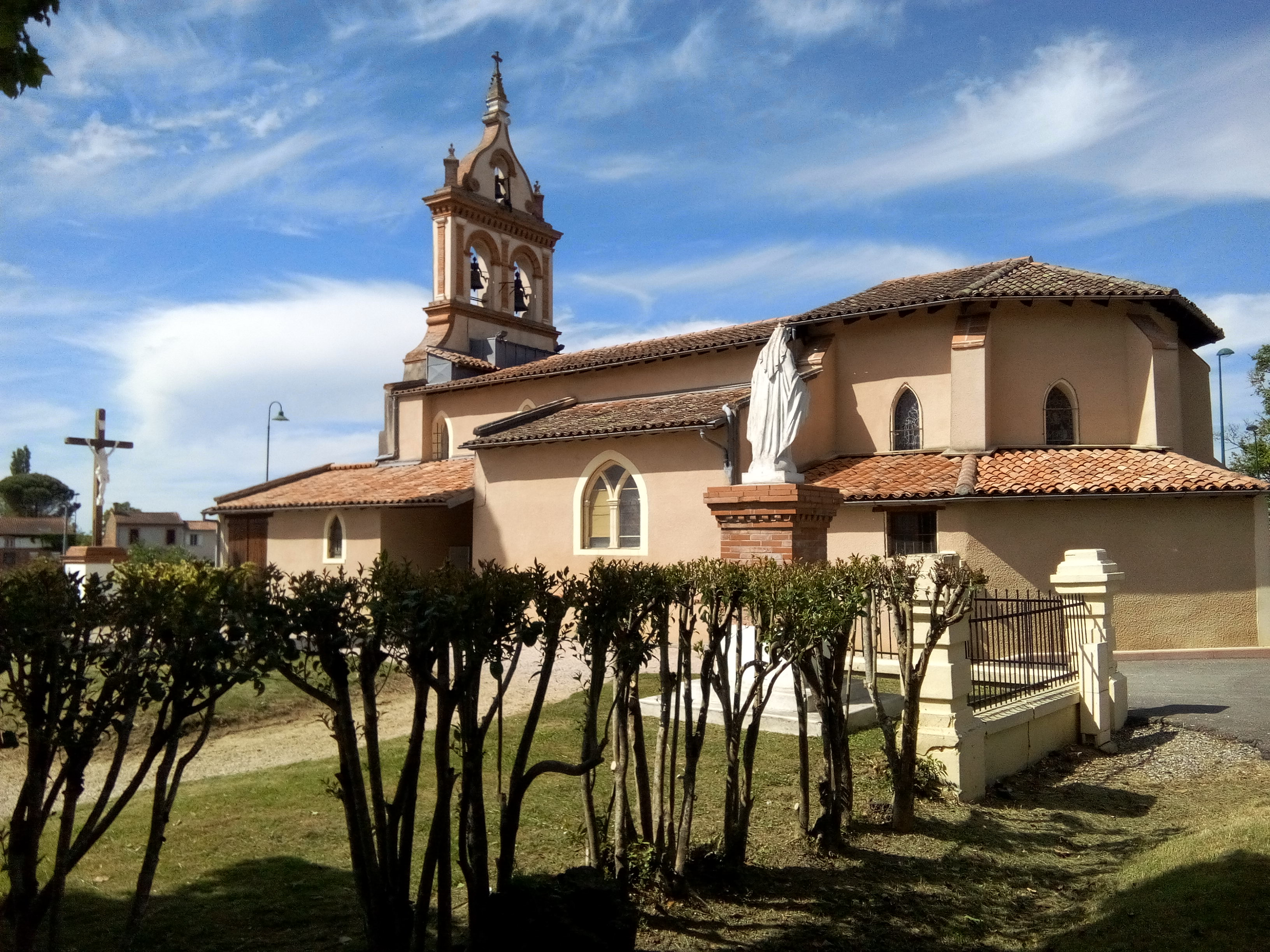
Kirche Saint-Martin

- Kirche Saint-Martin